# Communauté de communes du Confluent
La communauté de communes du Confluent est une ancienne communauté de communes française, située dans le département de Lot-et-Garonne et la région Nouvelle-Aquitaine.

## Composition
| Nom                   | Code Insee | Gentilé        | Superficie (km2) | Population (dernière pop. légale) | Densité (hab./km2) |
| --------------------- | ---------- | -------------- | ---------------- | --------------------------------- | ------------------ |
| Aiguillon (siège)     | 47004      | Aiguillonnais  | 28,28            | 4 324 (2014)                      | 153                |
| Ambrus                | 47008      | Ambrusiens     | 12,35            | 109 (2014)                        | 8,8                |
| Bazens                | 47022      |                | 12,21            | 523 (2014)                        | 43                 |
| Bourran               | 47038      | Bourranais     | 18,16            | 598 (2014)                        | 33                 |
| Clermont-Dessous      | 47066      | Clermontois    | 15,08            | 831 (2014)                        | 55                 |
| Damazan               | 47078      | Damazanais     | 16,37            | 1 308 (2014)                      | 80                 |
| Frégimont             | 47104      |                | 7,59             | 282 (2014)                        | 37                 |
| Galapian              | 47107      |                | 9,25             | 337 (2014)                        | 36                 |
| Lagarrigue            | 47129      | Lagarriguois   | 4,38             | 290 (2014)                        | 66                 |
| Monheurt              | 47177      | Monheurtais    | 11,44            | 204 (2014)                        | 18                 |
| Nicole                | 47196      | Nicolais       | 4,78             | 268 (2014)                        | 56                 |
| Port-Sainte-Marie     | 47210      | Portais        | 18,94            | 1 924 (2014)                      | 102                |
| Puch-d'Agenais        | 47214      | Puchois        | 23,00            | 707 (2014)                        | 31                 |
| Razimet               | 47220      | Razimétains    | 7,18             | 317 (2014)                        | 44                 |
| Saint-Léger           | 47250      | Saint-Légérois | 5,79             | 157 (2014)                        | 27                 |
| Saint-Léon            | 47251      | Saint-Léonnais | 9,60             | 311 (2014)                        | 32                 |
| Saint-Salvy           | 47275      |                | 9,26             | 184 (2014)                        | 20                 |
| Saint-Pierre-de-Buzet | 47267      | Saint-Pierrois | 8,52             | 293 (2014)                        | 34                 |

## Compétences

### Compétences obligatoires
- Aménagement de l'espace
- Développement économique

## Administration
| Période                                  | Période      | Identité       | Étiquette | Qualité                   |
| ---------------------------------------- | ------------ | -------------- | --------- | ------------------------- |
| décembre 1999                            | octobre 2003 | Pierre Polivka |           | maire d'Aiguillon         |
| octobre 2003                             | mai 2011     | Jean Malbec    |           | maire de Clermont-Dessous |
| mai 2011                                 | En cours     | Michel Masset  | SE        | maire de Damazan          |
| Les données manquantes sont à compléter. |              |                |           |                           |

## Historique
La communauté de communes du Confluent a été créée en décembre 1999, elle était composée de 12 communes. Le 1er janvier 2011, 5 communes les rejoignent : Bourran, Frégimont, Galapian, Lagarrigue et Saint-Salvy. Saint-Pierre-de-Buzet a rejoint l'intercommunalité le 1er janvier 2013.
Elle fusionne avec la communauté de communes du canton de Prayssas au 1er janvier 2017 pour former la communauté de communes du Confluent et des Coteaux de Prayssas.